# Српски високолетач
Српски високолетач (енгл. Serbian highflyer) је спортски голуб из расе високолетача, врло цењен међу одгајивачима код нас и у свету.
Одгајивачи су много деценија посматрали специфичан лет голубова и укрштали их, трудећи се да повећају време његовог задржавања у ваздуху. Тако, за разлику од других гајених врста (на пример писмоноша или лепезана), код високолетача се искључиво оцењује лет – висина и својство заједничког кружења у јату, у голубарском жаргону „вис“.
У Србији има више од 20000 одгајивача српског високолетача, који је и птица представљена на симболу Голубарског савеза Србије (ГСС).

## Порекло настанка
О правом пореклу српских високолетача имамо само претпоставке. Зна се да је раса формирана око 1800. године.
Званично, раса је настала у Београду, а порекло води од домаћих голубова и турских летача.
Порекло голубова високолетача, па тако и српског, је много старије од званично наведеног у научним радовима. Наиме, порекло свих високолетача је веома старо и по мишљењу историчара датира још из Вавилона. Тако да је свака претпоставка оријенталног порекла сасвим оправдана.
У свету преовладава мишљење да је српски високолетач равним пореклом од илирске расе домаћег голуба, „Арханђела“ који је настао у Далмацији директном доместификацијом дивљег голуба (Columba livia). Заговорници ове тезе тврде да су голуба донели Словени током својих кретања и трговине (види у даљем тексту). Међутим, код нас, на основу усменог предања, преовладава мишљење да су га донели турци, и то најпре на подручје Панчева.

#### Панчевачко-турска верзија
Турци су 1520. освојили Панчево, а затим 1521. и Београд. Панчево пада под турску управу 1552. године. Султан Мустафа II 1696. године за заповедника Панчева поставља Мемел-пашу, који је, наводно, био велики љубитељ голубова. Према предању Панчевци су код овог Турчина по први пут угледали голубове са ћубом, које Европа до тада није познавала. Мемел-паша је за своје задовољство, али и да би увесељавао рају, пуштао голубове да лете. На опште одушевљење, ти голубови су кружно летели у висину до тачке, па би наседали на реп и превртали се. Превртање је било толико интензивно да су поједини примерци треснули на кровове или до земље. Што би се голубови дуже превртали у ваздуху то би били више цењени. Турци су се повукли из Панчева 1788. године и том приликом по трећи пут спалили град. Пожар је уништио половину града, али су голубови сачувани.

#### Београдско-турска верзија
Везе Турске са Србијом су биле веома интензивне. Турски трговци су на београдском тржишту продавали и голубове који су тако долазили до београдских голубара. Турски голубови, како су их тада називали, продавани су и купљени у Београду. Турци су их звали „фаслије“ или „тафеси“ у значењу „голуб са крестом“.
По ослобођењу Србије од Турака наши одгајивачи и љубитељи голубова доносили су извесне примерке голубова и са Оријента, где су често путовали по трговачким или државничким пословима. Укрштањем од Турака заосталих и са Оријента донесених голубова добијен је данашњи тип српског-београдског високолетача. Поред ове расе од Турака нам је остала и њихова голубарска терминологија за боје голубова, што је доказ више о аутентичности турског порекла тих голубова.

#### Друге расе које су учествовале у формирању
Има и оних који се противе турској варијанти, говорећи да нису све у Србији донели Турци. Спомињу се многе врсте голубова које су учествовале у стварању српског високолетача, као што су гдањски високолетач, мађарски високолетачи, а тек онда турски голубови који су укрштавани са домаћим голубовима. Вероватно је да је данашњи српски високолетач у ствари настао постепеним планским укрштањем, и то у релативно новије време.
Да у пореклу расе буде још мистериозности, учествује већ поменути голуб „Арханђел“. Има доказа да је српски високолетач пореклом (и) од ове илирске расе голуба (Columba Illyrica), на коју телесном грађом недвосмислено и личи. У прилог ове тезе говори да су средњовековни свештеници гајили голубове као писмоноше, те је у 13—14-ом веку илирски голуб био држан у српским манастирима. Чак је и царица Јелена, супруга Стефана Уроша била заљубљеник у ове голубове и гајила их. Имућнији турци који су времену Османског царства (16—18. век) у Србији држали ове голубове, набављали су их из истог извора, т.ј. од српских монаха.

## Карактеристике

### Генералне одлике
- Висок и дуг лет (до висине од 1500 m)
- Кружни лет (лети у круговима пречника од 50 до 200 m)
- Групни лет (у јатима од 5 до 14 птица)

### Боје
Јављају се једнобојни примерци као и примерци у мноштву комбинација боја и шара. Има га у свим бојама, од основне која личи на одомаћеног дивљег голуба (Columba livia domestica), до риђе, беле или црне.
Без обзира на обојеност, овај голуб на потиљку има специфичну кресту од перја (голубари кажу и „капа” или „ћуба”).
Голубари их разликују по облицима и бојама, свака боја и облик имају јединствен назив, на пример: брадати, лисаст, Мавијан, Силбер (сребрнаст), Шимлер, белореп, белобрад, дуж, шаренореп, шаренокрили, бакарасти, мутан итд. Ако голуб има црну боју на шпицевима крила онда је „Шпицлер”, а ако има само белу главу и бела крила онда је „Чапар”. Тамно сјајни голуб је „Порцелан”. Ови називи су различити од места до места, у различитим крајевима и регијама.
Саме расе такође имају своје традиционалне називе. Старије расе су „Арапи”, а расе новијег кова носе у имену комбинацију товног места и боје. Тако имамо апатинског плаво-срцастог, новосадског плавог и сл.
Уобичајени су специфични називи боја и комбинација боја, који потичу још из турског доба. Пошто је голуб и генетски пореклом са истока, тако су и нека имена у употреби пореклом из турског језика (Текир, Дарцин, Карапал, итд.).

### Спортске одлике
Српски високолетач се диже у јатима које треба да броје најмање пет птица. Пење се у спирали увек према горе, а гледано са земље лети кружно. У року од два сата мора да постигне прописани вис. То подразумева да се нађе на висини на којој се већ не примећује рад крила. Од тог тренутка мери се његово време, које мора да износи најмање половину од укупно проведеног у ваздуху. Значи, голуб сме и да се нађе испод прописане висине (са видљивим радом његових крила), али мора да се опет подигне навише и тамо остане. Голуб мора да проведе у ваздуху најмање четири сата. Након тога, када испуни неопходне услове, учествује у правом надметању. У ваздуху, српски високолетач мора да се креће кружно али у видокругу судија, које су задужене за праћење лета. Кад „излети“ колико може, голуб се спушта. И тада, као и на почетку, силази спирално, користећи ваздушне струје. Када се нађе на свом голубарнику, за њега је такмичење завршено.
По правилнику, постоји посебна ставка за сатницу лета у невидљивости (у „погуби“). Дозвољена је употреба сунчаних наочара за суђење, док је употреба осталих помагала забрањена (двоглед
и сл). Прописна висина је када се слободним оком не види рад крила голубова и не могу се избројати, под условом да јато лети у углу од 45 степени у односу на место суђења. Прописна висина се не може судити уколико је дан магловит (у висинама). Правило је да, као и код других високолетача, јато постиже невидљивост када из прописне висине, дижући се, нестане дуже од два минута.